# Carlo Farina
Carlo Farina (Mantova, 1600 circa – Vienna, 1639) è stato un violinista e compositore italiano.

## Biografia
Nulla si conosce della sua formazione, tuttavia è probabile che abbia ricevuto almeno i primi rudimenti dal padre, Luigi Farina da Casalmaggiore, sonatore di viola che era stato al servizio dei Gonzaga a Mantova all'inizio del XVII secolo. A Mantova, in quel periodo, l'ambiente musicale era reso estremamente stimolante dalla presenza di Claudio Monteverdi e del violinista Salomone Rossi.
Già all'età di 25 anni, Carlo è considerato un ottimo violinista, tanto che viene assunto come Konzertmeister alla corte dell'elettore Giovanni Giorgio I di Sassonia a Dresda, sotto la direzione di Heinrich Schütz, e, due anni dopo, nel marzo del 1627 è a Torgau, dove partecipa alla prima rappresentazione della Dafne di Schütz, eseguita in occasione del matrimonio di Sofia Eleonora di Sassonia con il langravio di Assia-Darmstadt. L'incarico di Carlo Farina a Dresda, si conclude però al termine dell'anno 1628, a causa delle ristrettezze in cui versava la corte a causa della Guerra dei Trent'Anni. Nel corso del 1629 venne assunto, con identica mansione, il violinista mantovano Francesco Castelli.
Riguardo ai periodi successivi, le notizie biografiche sono scarse. È documentata la sua presenza alla Steccata di Parma dal dicembre del 1631 ma non oltre il 1632, secondo alcuni presta servizio al principe di Massa intorno al 1635, è segnalata la sua presenza a Lucca per la festa di Santa Croce, ma alla fine dell'anno lascia definitivamente l'Italia. Ingaggiato dal Consiglio della città di Danzica per il 1636-1637, nel 1638 è al servizio dell'imperatrice Eleonora a Vienna. Muore in questa città, nel 1639.
Riguardo allo stile musicale, le composizioni di Farina non si distinguono tanto per l'originalità della scrittura, preziosa ma del tutto simile allo stile dei migliori compositori strumentali del suo tempo (Biagio Marini, Dario Castello, ecc.), né per l'uso della forma, ma piuttosto per il profondo sperimentalismo tecnico nell'uso del violino e degli altri strumenti ad arco. Una scrittura assai personale e impegnativa caratterizza le sonate solistiche per un violino e basso continuo. Tuttavia, il suo brano più noto è il Capriccio Stravagante, che inaugura una prolifica stagione di musica onomatopeica e a programma nei paesi di lingua tedesca, stagione che si estenderà fino alla fine del secolo XVII, in particolare con le opere di Johann Heinrich Schmelzer, Heinrich Biber, Johann Jakob Walther. In questo brano, per un gruppo di 4 archi da braccio (corrispondente al moderno quartetto d'archi) con basso continuo, si utilizzano per la prima volta nella storia degli strumenti ad arco il pizzicato, i glissandi, la percussione delle corde col legno dell'archetto. La scrittura è vivace, piena di brio, e tuttavia non scade nella superficialità anche quando si limita ad effetti onomatopeici come i versi degli uccelli o l'imitazione di strumenti quali il flautino militare, il tamburo, la ghironda, la chitarra spagnola.

## Opere pubblicate
Tutte le raccolte sono per strumenti ad arco e basso continuo:
- Libro delle pavane, gagliarde, brandi, mascharata, aria franzesa, volte, balletti, sonate, canzone, a 2–4 voci e basso continuo (1626)
- Ander Theil newer Paduanen, Gagliarden, Couranten, französischen Arien, a 4 voci e  basso continuo (1627)[1]
- Il terzo libro delle pavane, gagliarde, brandi, mascherata, arie franzese, volte, corrente, sinfonie, a 3–4 voci e basso continuo (1627)
- Il quarto libro delle pavane, gagliarde, balletti, volte, passamezi, sonate, canzon, a 2–4 voci e basso continuo (1628)
- Fünffter Theil newer Pavanen, Brand: Mascharaden, Balletten, Sonaten, a 2–4 voci, basso continuo (1628)